# سنونو
الخُطَّافِيَّات أو السُنُونيَّات أو الخُطّاف أو السنونو (الاسم العلمي: Hirundinidae) هي فصيلة طيور تنتمي إلى رتبة عصفوريات (رتبة: Passeriformes) ، عائلة من الطيور المهاجرة، تتراوح أطوالها من 18 إلى 20 سم. تبني طيور السنونو أعشاشها في السقوف العالية للأبنية القديمة. وطائر السنونو يملك ساقين قصيرتين وعضلات ساق قوية ويتميز أنه يستطيع المشي والجري.
يقتات السنونو على الحشرات. يعيش ويتواجد السنونو عادة كزوجين الذكر والأنثى ويطيران مترافقين. يبني السنونو عشه من الوحل والقش ويلصقه في سقوف المنازل، أما أنثى السنونو فتضع أربعة بيضات وتكون منقطة عادة.
يهاجر السنونو عبر دول إيران وسوريا والجبل الأخضر في ليبيا والبحر الأبيض المتوسط على شكل أسراب مكونة من 60 إلى 80 طيرا ويذهب إلى أوروبا ليُفرِّخ هناك، كما ينتقل من جنوب السودان إلى جنوب أفريقيا. ويعيش في مدينة الموصل في العراق ومنذ أكثر من سبعين عاما لم تغادر هذه الطيور أعشاشها التي شيّدتها في بناية محطة القطار وبناية (اللوكو) صيانة وتصليح القاطرات والعربات والشاحنات وبعض الأبنية الأخرى المفتوحة.
هو من أنواع الطيور المغردة، يطلق عليه الخاطف، أو طائر العلوية، أو البهلوانية، يمكنه السفر لمسافات تزيد عن 100 كلم دون توقف.

## العيش
يعيش ، ويتوزع في أوراسيا، وأمريكا الشمالية، وشمال إفريقية، خاصة دول المغرب العربي، وبعض المناطق كصحراء الكبرى، والعراق، عند الهجرة، يهاجر من المناطق الشمالية إلى المناطق الجنوبية، مثل أمريكا الجنوبية، وجنوب إفريقيا.

## الصفات
طائر ذكي يمتلك ألوان متعددة، حجمه صغير، أجنحته ضيقة، طول جناحه يختلف حسب نوعه، منقاره قصير، ورفيع جداً، له ذيل طويل، وطول جسم هذا الطائر( 10-24) سم، أما وزنه فهو يقارب (10-60) غرامات، أما عن السلوك يختلف حسب النوع.  

## المميزات
١. يستخدم في بناء عشه الطين ولعابه.
٢. يأكل المئات من الحشرات يومياً.
٣. يقلل من الحشرات في فصل الربيع و الصيف.
٤.يفضل العيش في المناطق الواسعة المراعي.
٥. يتجنب الغابات الكثيفة الجبال العالية، لأنها لا تناسب نمط طيران المنخفض والسريع.
٦.تتكاثر في فصل الربيع .
٧. يأكل الحشرات والتوت والبذور.
٨.هناك أنواع مختلفة منه.  

## الفرق بين الذكر والأنثى
هناك تشابه كبير بينهم ، حيث يصعب التمييز بين الذكر والأنثى، لكن الذكر يتميز بألوانه الزاهية، وريش الذيل كونه أطول بشكل ملحوظ، وجناح "أسود مزرق" لامع، ولديه وجهه أكثر جاذبية، أما للأنثى جناح"بني" ولديها ذيل أقصر من الذكور.

## التكاثر والتهجين
يتكاثر "السنونو" حسب مكان العيش، فعادة يكون موسم التكاثر شمالاً ( أيار/مايو إلى اب/أغسطس)،أما جنوباً (من شباط/فبراير إلى آذار/مارس)، وتكون فترة الحضانة 15 يوم تخرج من العش، يقوم "السنونو" بعملية التهجين بحيث انه يتزاوج مع نوع اخر من الطيور، عادة ما يتزاوج ذكر السنونو مع انثى واحدة، ونادراً ما يتزاوج الذكر مع اثنتين.

## أهم أنواع طيور السنونو و اشهرها[4]
١. سنونو الحظيرة
٢. سنونو الأشجار
٣. سنونو الجرف
٤. السنونو البنفسجي و الاخضر
٥. السنونو الكهفي
تختلف أنواعها وصفاتها الشكلية والسلوكية حسب نوعها ومكان عيشها.